# Batalla naval del llac de Maracaibo
La batalla naval del llac de Maracaibo  coneguda també com a  batalla naval del Llac  va ser una batalla naval lliurada el 24 de juliol de 1823 a les aigües del llac de Maracaibo a l'actual Estat de Zulia, Veneçuela. La batalla segellaria definitivament la independència de la Gran Colòmbia respecte d'Espanya, i fou una acció decisiva en les campanyes navals de les Guerres d'independència hispanoamericanes.

## Antecedents
El 25 de maig de 1823 es va produir un combat naval menor a la Punta de Palma, a la costa oriental del llac, entre l'almirall Padilla i el capità de fragata Francisco de Sales Echeverría. Tres dies després es va produir un altre combat entre Los Puertos de Altagracia i Capitán Chico, on venceren els republicans i enfonsaren la fletxera Guaireña, un fet que va forçar els reialistes a tornar a l'illa de Curaçao, des d'on van salpar novament el 4 de juliol després de fer reparacions als navilis.
Després d'haver tingut tres encontres parcials amb l'esquadra espanyola, l'esquadra republicana es va apostar al port de Moporo, on va passar la primera quinzena de juliol sense activitats de major importància, fins al 17 de juliol, en què el comandant Laborde va enviar a Padilla una intimació que aquest va rebutjar, de manera que els dies subsegüents van transcórrer en febril activitat bèl·lica. Tots dos comandants es van mantenir condicionant els seus vaixells, concentrant provisions i preparant les seves tripulacions amb la intenció del combat.
A la tarda del 23 de juliol, l'esquadra reialista es va dirigir a la costa occidental del llac als voltants de Capitan Chico, va fondejar entre aquest lloc i Bella Vista, al nord de Maracaibo, i es va quedar en línia de combat. La flota republicana va romandre a la vela fins al vespre, quan van fondejar a Los Puertos de Altagracia. Tots els vaixells quedaren en una línia paral·lela a la costa oriental i avançaren les forces subtilment fins a Punta de Piedra.

### La flota republicana
L'esquadra republicana estava dirigida per l'almirall José Prudencio Padilla, comandant del tercer departament de Marina i de les operacions sobre el Zulia i estava composta pels bergantins Independiente, Marte, Fama, Confianza i Gran Bolívar i les goletes Espartana, Independencia, Manuela, Chitty, Emprendedora, Aventina, Peacock, Antonia Manuela i Leona.

### La flota reialista
La flota reialista comanada pel capità de navili Ángel Laborde y Navarro, comandant del posta de Puerto Cabello i segon cap de l'armada espanyola sobre Costa Firme, i conformades pel bergantí San Carlos, els bergantins-goleta: Esperanza i Riego o Maratón, la goleta de gàbia Especuladora, les goletes de velatxo: María Salvadora, Estrella, Cora, Mariana, Rayo, María Habanera i Zulia; les fletxeres: Atrevida i Maracaibera, els pailebots: Guajira i Monserrat, les faluques Resistencia, Mercedes, Brillante, Relámpago i Pedrito i les piragües Raya, Duende, Palomera, Esperanza, Félix María, Altagracia, San Francisco i Corbeta, amb un total de 49 canons, 14 carronades, 4 obusos, individus de tropa i 670 de marineria, inclosos caps i oficials.

## Batalla
A l'alba del 24 de juliol els comandants dels vaixells republicans van ser cridats al bergantí Independiente, on l'almirall Padilla els va donar les últimes instruccions per al combat i va efectuar alguns canvis. En no estar encara del tot satisfet, a les 10:30 va passar personalment a bord de tota l'esquadra, amb l'objecte d'arengar les seves dotacions i animar-les d'una manera eficaç perquè, arribat el moment d'atacar els reialistes, ho fessin amb la major intrepidesa i entusiasme. A les 10:40 el vent feu remolins al nord-oest i deu minuts després es va fer el senyal de preparar-se a donar la vela, però havent afluixat cridant al sud, es va reservar la decisió de llevar àncores fins que es afirmés la brisa per on fos favorable, tot i que tot el convidava a atacar l'esquadra realia que es trobava fondejada al seu davant en una línia paral·lela a la costa i molt propera a ella.
A les 14:00, es va ordenar al comandant de les forces subtils llevar àncores i seguir via sobre les embarcacions reialistes de la seva classe, donat que, en ser més lentes, els calia avançar-se; a les 14:20 van fer el senyal de donar la vela, i minuts després la de formar la línia de front per atacar al mateix temps tots els vaixells enemics que observaven aquells moviments que s'havien acordat. Donat que el bergantí  Marte estava situat a sobrevent i l'Independente, a sotavent, varen indicar la via a seguir, de mode i manera quedés perfectament formada la línia de batalla, i així aconseguir l'execució del pla que Padilla s'havia proposat, sense que per això es deixessin de fer els senyals que fossin necessaris a cadascun dels que es desviava del seu lloc.
Els vaixells republicans van avançar amb rapidesa sobre l'esquadra reialista que es va mantenir ancorada tot esperant l'atac; l'ala sud de l'esquadra la portava l'almirall Padilla i l'ala nord estava a les ordres del capità de navili Nicolás Joly, i tallava la retirada cap a la badia. A les 15:04, col·locar el senyal d'abordar l'adversari, i la deixaren hissada, tot i que tots els vaixells ja havien respost al senyal, per tal de manifestar que no quedava res per fer. A les 15:45 la flota reialista va obrir foc sobre les esquadres patriotes, però l'esquadra de la Gran Colòmbia va prosseguir avançant sense disparar un tret fins que, en ser a prop, van rompre els focs de canó i fuselleria. En trencar-se els baupresos, el bergantí Independente es va llançar damunt el San Carlos, i va començar l'abordatge, fase amb la qual es va decidir la victòria per als republicans.
Com a conseqüència de l'atac patriota, van ser destruïts molts vaixells reialistes i altres foren capturats. Els reialistes en la més angoixant situació, van llevar àncores i van tractar d'escapar fent-se a la vela, però van fracassar en el seu intent, ja que els seus vaixells grans van ser fets presoners. La major part de la tripulació del San Carlos es va llançar a l'aigua i el mateix van fer les dels altres vaixells, excepte la del bergantí-goleta Esperanza, que va ser destruïda per una explosió. En definitiva, només tres goletes van aconseguir escapar i es van posar a cobert del castell de San Carlos.

## Conseqüències
Acabada la jornada l'almirall Padilla va ordenar que l'esquadra fondegés allà on hi havia combatut. Poc després es va dirigir als Puertos de Altagracia a reparar les avaries de les seves naus. Per la seva banda, el comandant Ángel Laborde va passar al castell, que finalment va conquerir, i després de recalar a Puerto Cabello es va dirigir a Cuba.
La batalla es va perllongar durant dues hores d'intensos combats, i en ella les pèrdues dels republicans van ser de 8 oficials i 36 membre des la tripulació i tropa morts, 14 dels primers i 150 dels segons ferits i un oficial contusionat, mentre que les dels reialistes foren més grans, sense comptar els 69 oficials i 368 soldats i mariners que van quedar fets presoners.
La batalla va obrir camí a les negociacions amb el capità general de Veneçuela, el qual, a les acaballes del 3 d'agost següent, s'obligava a lliurar la resta dels vaixells espanyols, la plaça de Maracaibo, el Castell de San Carlos, el de San Felipe a Puerto Cabello, així com tots els altres llocs que ocupaven els espanyols. El dia 5 va evacuar definitivament el territori veneçolà.